# Sant Martí (Eroles)
Sant Martí és una capella del terme de Fígols de Tremp, actualment englobat en el de Tremp.
Està situada uns 450 metres al nord-nord-est del poble d'Eroles, a l'esquerra del barranc de les Pasteroles, al nord-est de la Cabana dels Conills.